# Landesliga Brandenburg 1990/91
Die Landesliga Brandenburg 1990/91 war die erste Spielzeit der heutigen Brandenburgliga und die erste seit der zuletzt 1951/52 ausgetragenen brandenburgweiten Fußballliga der DDR. Da im Laufe der Saison die Wiedervereinigung vollzogen wurde und das Land Brandenburg als Bundesland wiederhergestellt wurde, diente die Liga als Ersatz für die vormals existierenden Bezirksligen auf dritter Ligaebene. Durch die Eingliederung in das gesamtdeutsche Ligasystem qualifizierte sich der Sieger für die im kommenden Jahr drittklassigen Fußball-Oberliga Nordost. Die Landesliga Brandenburg wurde nach dieser Spielzeit als Verbandsliga Brandenburg als eine von mehreren vierten Ligen im Ligasystem eingeordnet.
Der FSV PCK Schwedt (vormals: BSG Chemie PCK Schwedt) wurde in dieser Saison zum ersten Mal Landesmeister in Brandenburg und stieg damit in die Fußball-Oberliga Nordost auf. Der FSV Velten 1990 errang, mit 1 Punkten Rückstand, die Vizemeisterschaft.
Als Absteiger standen nach dem 24. Spieltag der SV Preußen Frankfurt (vormals: BSG Halbleiterwerk Frankfurt) und der TuS Neuruppin 1990 fest und mussten in die Bezirksliga absteigen.

## Teilnehmer
An der Spielzeit 1990/91 nahmen insgesamt 13 Vereine teil.
| ▼Absteiger aus der DDR-Liga 1989/90 |
| ----------------------------------- |
| FSV Velten 1990 Fn. 1               |

| ▲Aufsteiger aus der Bezirksliga Cottbus 1989/90 | ▲Aufsteiger aus der Bezirksliga Cottbus 1989/90 |
| ----------------------------------------------- | ----------------------------------------------- |
| SV Empor Mühlberg                               | ESV Lokomotive Cottbus Fn. 5                    |
| FC Rot-Weiß Elsterwerda                         | TSG Lübbenau 63                                 |

| ▲Aufsteiger aus der Bezirksliga Frankfurt/Oder 1989/90 | ▲Aufsteiger aus der Bezirksliga Frankfurt/Oder 1989/90 |
| ------------------------------------------------------ | ------------------------------------------------------ |
| SG Müncheberg                                          | SV Stahl Finow                                         |
| FSV PCK Schwedt/Oder Fn. 2                             | SV Preußen Frankfurt/Oder Fn. 7                        |

| ▲Aufsteiger aus der Bezirksliga Potsdam 1989/90 | ▲Aufsteiger aus der Bezirksliga Potsdam 1989/90 |
| ----------------------------------------------- | ----------------------------------------------- |
| SV Optik Rathenow Fn. 4                         | SV Falkensee-Finkenkrug                         |
| TSV Chemie Premnitz Fn. 6                       | TuS Neuruppin 1990                              |

## Abschlusstabelle
| Pl. | Verein                        | Sp. | S  | U | N  | Tore    | Diff. | Punkte |
| --- | ----------------------------- | --- | -- | - | -- | ------- | ----- | ------ |
| 1.  | FSV PCK Schwedt/Oder (N)      | 24  | 15 | 5 | 4  | 051:290 | +22   | 35:13  |
| 2.  | FSV Velten 1990 (A)           | 24  | 13 | 8 | 3  | 052:250 | +27   | 34:14  |
| 3.  | SV Optik Rathenow (N)         | 24  | 13 | 7 | 4  | 050:190 | +31   | 33:15  |
| 4.  | SV Falkensee-Finkenkrug (N)   | 24  | 13 | 4 | 7  | 046:330 | +13   | 30:18  |
| 5.  | SV Empor Mühlberg (N)         | 24  | 13 | 3 | 8  | 041:360 | +5    | 29:19  |
| 6.  | ESV Lokomotive Cottbus (N)    | 24  | 10 | 7 | 7  | 043:290 | +14   | 27:21  |
| 7.  | TSV Chemie Premnitz (N)       | 24  | 10 | 6 | 8  | 038:230 | +15   | 26:22  |
| 8.  | SG Müncheberg (N)             | 24  | 8  | 7 | 9  | 031:360 | −5    | 23:25  |
| 9.  | SV Stahl Finow (N)            | 24  | 7  | 6 | 11 | 031:440 | −13   | 20:28  |
| 10. | TSG Lübbenau 63 (N)           | 24  | 6  | 6 | 12 | 022:370 | −15   | 18:30  |
| 11. | FC Rot-Weiß Elsterwerda (N)   | 24  | 4  | 8 | 12 | 022:370 | −15   | 16:32  |
| 12. | SV Preußen Frankfurt/Oder (N) | 24  | 3  | 7 | 14 | 026:610 | −35   | 13:35  |
| 13. | TuS Neuruppin 1990 (N)        | 24  | 3  | 2 | 19 | 021:620 | −41   | 08:40  |

| (A) | Absteiger aus der DDR-Liga 1989/90                |
| (N) | Aufsteiger aus den einzelnen Bezirksligen 1989/90 |

## Kreuztabelle
| 1990/91                   | FSV PCK Schwedt/Oder | FSV Velten 1990 | SV Optik 90 Rathenow | SV Falkensee-Finkenkrug | SV Empor Mühlberg | ESV Lokomotive Cottbus | TSV Chemie Premnitz | SG Müncheberg | SV Stahl Finow | TSG Lübbenau 63 | FC Rot-Weiß Elsterwerda | SV Preußen Frankfurt/Oder | TuS Neuruppin 1990 |
| ------------------------- | -------------------- | --------------- | -------------------- | ----------------------- | ----------------- | ---------------------- | ------------------- | ------------- | -------------- | --------------- | ----------------------- | ------------------------- | ------------------ |
| FSV PCK Schwedt/Oder      |                      | 2:0             | 1:1                  | 1:2                     | 2:1               | 0:2                    | 1:0                 | 5:0           | 2:0            | 3:0             | 1:1                     | 5:1                       | 2:0                |
| FSV Velten 1990           | 3:0                  |                 | 2:2                  | 5:0                     | 3:1               | 2:0                    | 1:0                 | 3:0           | 0:0            | 1:0             | 2:0                     | 4:3                       | 3:0                |
| SV Optik Rathenow         | 5:0                  | 1:1             |                      | 1:2                     | 5:0               | 1:1                    | 1:0                 | 3:0           | 2:1            | 2:1             | 2:0                     | 6:0                       | 2:0                |
| SV Falkensee-Finkenkrug   | 2:3                  | 3:3             | 0:3                  |                         | 2:1               | 2:0                    | 1:0                 | 3:0           | 3:2            | 5:0             | 1:1                     | 4:0                       | 3:1                |
| SV Empor Mühlberg         | 0:5                  | 2:4             | 1:0                  | 2:1                     |                   | 1:0                    | 1:1                 | 1:0           | 3:0            | 2:1             | 0:0                     | 4:1                       | 4:2                |
| ESV Lokomotive Cottbus    | 1:1                  | 1:1             | 3:1                  | 1:2                     | 2:4               |                        | 1:0                 | 1:1           | 3:1            | 7:0             | 1:0                     | 1:1                       | 7:2                |
| TSV Chemie Premnitz       | 1:2                  | 1:1             | 1:2                  | 2:1                     | 3:1               | 3:0                    |                     | 1:1           | 3:3            | 2:0             | 1:1                     | 6:0                       | 4:1                |
| SG Müncheberg             | 1:2                  | 2:2             | 1:1                  | 2:1                     | 0:0               | 2:1                    | 2:1                 |               | 1:2            | 1:2             | 3:1                     | 3:0                       | 3:1                |
| SV Stahl Finow            | 3:3                  | 0:2             | 2:1                  | 1:1                     | 3:2               | 0:3                    | 0:1                 | 1:1           |                | 1:1             | 2:1                     | 3:1                       | 2:0                |
| TSG Lübbenau 63           | 0:1                  | 3:2             | 0:0                  | 0:0                     | 0:1               | 1:1                    | 0:2                 | 2:1           | 2:1            |                 | 1:0                     | 2:2                       | 0:0                |
| FC Rot-Weiß Elsterwerda   | 2:2                  | 2:1             | 1:1                  | 0:3                     | 1:4               | 1:1                    | 1:2                 | 0:3           | 4:0            | 1:0             |                         | 1:1                       | 2:1                |
| SV Preußen Frankfurt/Oder | 2:3                  | 1:1             | 0:5                  | 4:0                     | 0:1               | 1:3                    | 0:0                 | 1:1           | 4:2            | 0:3             | 2:1                     |                           | 0:0                |
| TuS Neuruppin 1990        | 1:4                  | 1:5             | 1:2                  | 0:4                     | 0:4               | 1:2                    | 1:3                 | 1:2           | 0:1            | 3:2             | 2:0                     | 2:1                       |                    |